# Pasewalk
Pasewalk es un municipio situado en el distrito de Pomerania Occidental-Greifswald, en el estado federado de Mecklemburgo-Pomerania Occidental (Alemania), a una altura de 15 metros. Su población a finales de 2016 era de 10 000 habs. y su densidad poblacional, 190 hab/km². La ciudad perteneció a la Liga Hanseática.

## Historia
En sus inmediaciones se libró la batalla de Pasewalk, de la guerra de los Siete Años.